# Rudolf Wizimirski
Rudolf Marian Wizimirski (ur. 23 kwietnia 1883 we Lwowie, zm. 1940 w ZSRR) – inspektor Policji Państwowej, major rezerwy piechoty Wojska Polskiego, ofiara zbrodni katyńskiej.

## Życiorys
Urodził się 23 kwietnia 1883 we Lwowie. Był synem Ignacego Bergera i Jadwigi z domu Wizimirskiej.
Po zakończeniu I wojny światowej i odzyskaniu przez Polskę niepodległości został przyjęty do Wojska Polskiego. Został awansowany do stopnia majora żandarmerii ze starszeństwem z dniem 1 czerwca 1919. Służył w 6 dywizjonie żandarmerii we Lwowie. W latach 1923–1924 był oficerem rezerwowym 8 dywizjonu żandarmerii w garnizonie Toruń. W 1934 był oficerem rezerwy 6 dywizjonu żandarmerii i pozostawał wówczas w ewidencji Powiatowej Komendy Uzupełnień Lwów Miasto II.
Wstąpił do służby w Policji Państwowej. W stopniu inspektora Policji sprawował stanowiska: od 1 kwietnia 1921 do 1 kwietnia 1922 Komendanta Okręgu IX Tarnopolskiego PP, od 12 kwietnia 1922 do 1 lutego 1926 Komendanta Okręgu XII Pomorskiego PP, od 1 lutego 1926 do 27 stycznia 1927 Komendanta Okręgu II Łódzkiego PP.
Od 1933 był sekretarzem rady powiatu brodzkiego. W 1932 został wylosowany sędzią sądu przysięgłych we Lwowie.
Po wybuchu II wojny światowej, kampanii wrześniowej i agresji ZSRR na Polskę z 17 września 1939 został aresztowany przez funkcjonariuszy NKWD. W 1940 został zamordowany przez NKWD na obszarze okupowanym przez sowietów. Jego nazwisko znalazło się na tzw. Ukraińskiej Liście Katyńskiej opublikowanej w 1994 (został wymieniony na liście wywózkowej 56/1-61 oznaczony numerem 1115). Ofiary tej części zbrodni katyńskiej zostały pochowane na otwartym w 2012 Polskim Cmentarzu Wojennym w Kijowie-Bykowni.

## Ordery i odznaczenia
- Krzyż Walecznych
- Złoty Krzyż Zasługi po raz pierwszy (23 stycznia 1926)[11]
- Złoty Krzyż Zasługi po raz drugi (25 maja 1938)[12]